# Monomorium glabrum
Monomorium glabrum är en myrart som först beskrevs av Andre 1883.  Monomorium glabrum ingår i släktet Monomorium och familjen myror.

## Underarter
Arten delas in i följande underarter:
- M. g. clarum
- M. g. glabrocriniceps
- M. g. glabrum